# Episodi di Squadra Speciale Vienna (ottava stagione)
L'ottava stagione della serie televisiva Squadra Speciale Vienna è stata trasmessa in anteprima in Austria dalla ORF tra il 17 ottobre 2012 e il 24 maggio 2013.
| nº | Titolo originale                      | Titolo italiano | Prima TV Austria | Prima TV Italia |
| -- | ------------------------------------- | --------------- | ---------------- | --------------- |
| 1  | Ganz unten                            |                 | 17 ottobre 2012  |                 |
| 2  | Die letzte Fahrt                      |                 | 24 ottobre 2012  |                 |
| 3  | Späte Gegend                          |                 | 31 ottobre 2012  |                 |
| 4  | Staub zu Staub                        |                 | 7 novembre 2012  |                 |
| 5  | Eine Frage der Ehre                   |                 | 21 novembre 2012 |                 |
| 6  | Borderline                            |                 | 28 novembre 2012 |                 |
| 7  | Im freien Fall                        |                 | 5 dicembre 2012  |                 |
| 8  | Zimmer 312                            |                 | 12 dicembre 2012 |                 |
| 9  | Familienbande                         |                 | 19 dicembre 2012 |                 |
| 10 | Bis der Vorhang fällt                 |                 | 12 aprile 2013   |                 |
| 11 | Der Heilige der Verdammten            |                 | 19 aprile 2013   |                 |
| 12 | Kein Gestern, kein Heute, kein Morgen |                 | 26 aprile 2013   |                 |
| 13 | Der Irrläufer                         |                 | 3 maggio 2013    |                 |
| 14 | Schachmatt                            |                 | 10 maggio 2013   |                 |
| 15 | A schene Leich                        |                 | 17 maggio 2013   |                 |
| 16 | Treibjagd                             |                 | 24 maggio 2013   |                 |